# 栉龙族
栉龙族（学名：Saurolophini）是分布于北美和亚洲的鸭嘴龙科栉龙亚科的一个族。它包括：栉龙（来自加拿大和蒙古）、奥氏栉龙（来自美国）和原栉龙（来自加拿大艾伯塔省和美国蒙大拿州）。克贝洛斯龙和昆杜尔龙来自俄国远东地区，可能是其成员。波拿巴龙是一属来自阿根廷的鸭嘴龙科，也鉴定为该族的成员。
栉龙族的化石发现于美国、加拿大和亚洲，而北美化石较亚洲而言更为古老，表明栉龙族是洲内迁徙的。